# Hanumasagara, Honnali
Hanumasagara là một làng thuộc tehsil Honnali, huyện Davanagere, bang Karnataka, Ấn Độ.